# Halfway to Sanity
| Оценки критиков | Оценки критиков |
| Источник        | Оценка          |
| --------------- | --------------- |
| AllMusic        | [ 1 ]           |
| Punknews.org    | [ 2 ]           |
| Роберт Кристгау | C+              |

Halfway to Sanity — десятый студийный альбом американской панк-группы Ramones. Релиз состоялся 15 сентября 1987 года. Это последний альбом, записанный с участием Ричи Рамона и последний альбом, где Ди Ди Рамон играет на басу (несмотря на то, что он был указан играющим на басу на следующем релизе Brain Drain, в действительности он там на нём уже не играл). Позже Halfway to Sanity был ремастирован вместе с песнями «I Wanna Live» и «Garden of Serenity», которые ранее вошли в компиляцию Ramones Loud, Fast Ramones: Their Toughest Hits. «I Wanna Live» также вошла в саундтрек игры Tony Hawk's Project 8.
Дебби Харри из Blondie спела бэк-вокальные партии в треке «Go Lil' Camaro Go», а Ди Ди Рамон исполнил ведущий вокал в треке «I Lost My Mind».

## Список композиций
| №  | Название             | Автор(ы)                  | Длительность |
| -- | -------------------- | ------------------------- | ------------ |
| 1. | «I Wanna Live»       | Ди Ди Рамон, Дэниел Рэй   | 2:36         |
| 2. | «Bop 'Til You Drop»  | Ди Ди Рамон, Джонни Рамон | 2:09         |
| 3. | «Garden of Serenity» | Ди Ди Рамон, Дэниел Рэй   | 2:35         |
| 4. | «Weasel Face»        | Ди Ди Рамон, Джонни Рамон | 1:49         |
| 5. | «Go Lil' Camaro Go»  | Ди Ди Рамон               | 2:00         |
| 6. | «I Know Better Now»  | Ричи Рамон                | 2:37         |

| №   | Название           | Автор(ы)                  | Длительность |
| --- | ------------------ | ------------------------- | ------------ |
| 7.  | «Death of Me»      | Джоуи Рамон               | 2:39         |
| 8.  | «I Lost My Mind»   | Ди Ди Рамон, Джонни Рамон | 1:33         |
| 9.  | «A Real Cool Time» | Джоуи Рамон               | 2:38         |
| 10. | «I'm Not Jesus»    | Ричи Рамон                | 2:52         |
| 11. | «Bye Bye Baby»     | Джоуи Рамон               | 4:33         |
| 12. | «Worm Man»         | Ди Ди Рамон               | 1:52         |

## Участники записи

### Ramones
- Джоуи Рамон — ведущий вокал (все треки, кроме 8)
- Джонни Рамон — ритм-гитара, соло-гитара
- Ди Ди Рамон — бас-гитара, бэк и ведущий (8 трек) вокалы
- Ричи Рамон[англ.] — ударные, бэк-вокал

### Дополнительные музыканты
- Дебби Харри — бэк-вокал (5 трек)
- Уолтер Лур — дополнительная гитара (в некоторых треках)

### Дополнительный персонал
- Джордж Эстебан — звукоинженер
- Ховард Шиллингфорд — ассистент звукоинженера
- DJ Walker — ассистент звукоинженера
- Джо Блени — микширование

## Чарты
| Чарт (1987)      | Высшая позиция |
| ---------------- | -------------- |
| US Billboard 200 | 172            |